# Анализ функций многих переменных
Многомерный анализ (также известный как многомерное или многовариантное исчисление) является обобщением дифференциального и интегрального исчислений для случая нескольких переменных.

## Типичные операции

### Пределы и непрерывность
Исследование пределов и непрерывности в многомерных пространствах приводит ко многим нелогичным и патологическим результатам, не свойственным функциям одной переменной. Например, существуют скалярные функции двух переменных, имеющих точки в области определения, которые при приближении вдоль произвольной прямой дают специфический предел, и дают другой предел при приближении вдоль параболы. Функция
{\displaystyle f(x,y)={\frac {x^{2}y}{x^{4}+y^{2}}}}
стремится к нулю по любой прямой, проходящей через начало координат. Однако, когда к началу координат приближаются вдоль параболы {\displaystyle y=x^{2}}, предел = 0.5. Так как пределы по разным траекториям не совпадают, предела не существует.
Функция {\displaystyle f(x_{1},\ldots ,x_{n})} имеет пределом число A при стремлении переменных {\displaystyle x_{1},\ldots ,x_{n}}, соответственно, к {\displaystyle a_{1},\ldots ,a_{n}}, если для каждого числа {\displaystyle \varepsilon >0} найдется такое число {\displaystyle \delta >0}, что {\displaystyle |f(x_{1},\ldots ,x_{n})-A)|<\varepsilon }, то есть {\displaystyle |x_{1}-a_{1}|<\delta ,\ldots ,|x_{n}-a_{n}|<\delta }.
Функция {\displaystyle u=f(M)} называется непрерывной в точке {\displaystyle A}, если предельное значение этой функции в точке {\displaystyle A} существует и равно частному значению {\displaystyle f(A)}.
Функция {\displaystyle u=f(M)} называется непрерывной на множестве {\displaystyle {M}}, если она непрерывна в каждой точке этого множества.

### Нахождениечастной производной
Понятие частной производной неизбежно возникает при попытке дифференцирования многомерных функции и в геометрическом смысле является производной от её части, на пересекающей в точке определения плоскости, которая в случае рассмотрения декартовой прямоугольной системы координат параллельна плоскости (O,{\displaystyle x_{k}},f), где О — точка пересечения координатных осей; {\displaystyle x_{k}} — частный аргумент точки дифференцирования; f — ордината точки.
Рассматриваемая производная n-мерной функции будет обозначаться как {\displaystyle {\frac {\partial f(x_{1}~...~x_{k}~...~x_{n})}{\partial x_{k}}}}, что есть её дифференцирование по одному из аргументов:
{\displaystyle {\frac {\partial f(x_{1}~...~x_{k}~...~x_{n})}{\partial x_{k}}}=\lim _{\Delta x\to 0}{\frac {f(x_{1}~...~x_{k}+\Delta x_{k}~...~x_{n})-f(x_{1}~...~x_{k}~...~x_{n})}{\Delta x_{k}}},}
где {\displaystyle x_{k}} — определенный аргумент; а символ {\displaystyle \partial } является видоизмененной записью {\displaystyle d_{x}} и отдельно не употребляется.
Частные производные могут быть объединены интересными способами для создания более сложных выражений производных. В векторном исчислении оператор набла ({\displaystyle \nabla }) используется для определения понятий градиента, дивергенции, и ротора с точки зрения частных производных. Матрица частных производных — матрица Якоби — может использоваться для представления производной функции (отображения) между двумя пространствами произвольной размерности. Таким образом производная может быть представлена как линейное преобразование, которое изменяется в зависимости от точки из области определения функции.
Дифференциальные уравнения, содержащие частные производные, называют дифференциальными уравнениями в частных производных или (Д)УЧП. Эти уравнения как правило сложнее для решения чем обычные дифференциальные уравнения, которые содержат производные относительно только одной переменной.

### Кратное интегрирование
Интеграл {\displaystyle \underbrace {\int {\cdots }\int } _{X}f(x_{1},\ldots ,x_{n})dx_{1}\ldots dx_{n}} называется кратным интегралом, если {\displaystyle n>1}. В случае {\displaystyle n=2} он называется двойным, в случае {\displaystyle n=3} — тройным интегралом, а в случае произвольного {\displaystyle n\in N} — n-кратным. Его обозначают также {\displaystyle \int \limits _{X}f(x)dx}. При такой записи под символом {\displaystyle x} следует понимать точку {\displaystyle x=(x_{1},x_{2},\ldots ,x_{n})} пространства {\displaystyle E^{n}}, под символом {\displaystyle dx} — произведение {\displaystyle dx=dx_{1}dx_{2}\ldots dx_{n}}, а под знаком {\displaystyle \int \limits _{D}} — n-кратный интеграл по n-мерной области {\displaystyle D}.
Кратный интеграл расширяет понятие интеграла на функции многих переменных. Двойные интегралы могут использоваться для вычисления объемов областей в пространстве. Теорема Тонелли — Фубини гарантирует, что кратный интеграл может быть вычислен как повторный интеграл.
Поверхностный интеграл и криволинейный интеграл используются для интегрирования по многообразиям, таким как поверхности и кривые.

### Фундаментальная теорема анализа функций многих переменных
В математическом анализе функций одной переменной фундаментальная теорема устанавливает связь между производной и интегралом. Связь между производной и интегралом в анализе функций многих переменных воплощена в известных теоремах интегрирования векторного анализа:
- Теорема Ньютона — Лейбница
- Теорема Стокса
- Теорема Остроградского — Гаусса
- Теорема Грина

При более углубленном изучении многомерного математического анализа видно, что эти четыре теоремы — частные случаи более общей теоремы, теоремы Стокса об интегрировании дифференциальных форм.

## Применение
Методы многомерного математического анализа используются для изучения многих объектов в физическом мире.
|                |  | Область                                                | Применимые методы                                                                   |
| -------------- |  | ------------------------------------------------------ | ----------------------------------------------------------------------------------- |
| Кривые         |  | {\displaystyle f:\mathbb {R} \to \mathbb {R} ^{n}}     | Длины кривых, Криволинейные интегралы, и кривизна.                                  |
| Поверхности    |  | {\displaystyle f:\mathbb {R} ^{2}\to \mathbb {R} ^{n}} | Площади поверхностей, поверхностные интегралы, поток через поверхности, и кривизна. |
| Скалярные поля |  | {\displaystyle f:\mathbb {R} ^{n}\to \mathbb {R} }     | Максимумы и минимумы, множители Лагранжа, производные по направлениям.              |
| Векторные поля |  | {\displaystyle f:\mathbb {R} ^{n}\to \mathbb {R} ^{n}} | Любая из операций векторного анализа, включая градиент, дивергенцию, и ротор.       |

Многомерный математический анализ может быть применен для анализа детерминированных систем, которые имеют многочисленные степени свободы. Функции с независимыми переменными, соответствующими каждой из степеней свободы, часто используются для моделирования этих систем, и многомерный математический анализ обеспечивает средства для того, чтобы охарактеризовать системную динамику.
Многомерный математический анализ используется во многих областях естествознания, социологии и инженерии для моделирования и изучения высоко-размерных систем, которые показывают детерминированное поведение. Недетерминированные, или стохастические (случайные) системы могут быть изучены, используя другой вид математики, такой как стохастическое исчисление.